# Mont Ross
Mont Ross (1850 m n. m.) je neaktivní stratovulkán na ostrově Grande-Terre v souostroví Kergueleny v jižní části Indického oceánu. Jedná se o nejvyšší bod Kerguelen i celého francouzského zámořského teritoria Francouzská jižní a antarktická území. Vulkán se nachází na jižním okraji ostrova v pohoří Massif Gallieni východně od zálivu Baie Larose. Tvoří jej převážně trachyticko-bazaltové horniny. Vrchol je trvale pokryt ledem.
Hora je pojmenována po britském objeviteli Jamesi Clarku Rossovi. Prvním člověkem na vrcholu byl francouzský vojenský inženýr Henri Journoud, který se sem dostal pomocí helikoptéry začátkem 60. let 20. století. První horolezecký výstup však uskutečnili až v roce 1975 francouzští lezci Jean Afanassieff a Patrick Cordier.